# Oak City (Utah)
Oak City – miasto w Stanach Zjednoczonych, w stanie Utah, w hrabstwie Millard.